# 歌田千勝
歌田 千勝（1894年（明治27年）1月14日 - 1962年（昭和37年）8月20日）は、日本の内務官僚、陸軍司政長官。

## 経歴
山梨県出身。東京帝国大学法学部法律学科（独逸法選修）を卒業し内務省に入省。
山形、石川、静岡、広島、各県の書記官と警察部長を歴任し、
1936年3月19日に内閣総理大臣秘書官兼内務書記官に就任した。
その後、大阪府総務部長、内閣紀元二千六百年祝典事務局長、陸軍司政長官等を勤めた。
1962年8月20日、脳出血により死去、享年68歳。
- 1920年（大正9年）東京帝国大学法学部法律学科（独逸法選修）卒業[2]
- 群馬県属
- 1922年（大正11年）3月15日 - 任 三重県警視[3]
- 1923年（大正12年）10月29日 - 任 広島県理事官[4]
- 1924年（大正13年）12月20日 - 任 地方事務官[5]
- 1930年（昭和5年）12月27日 - 任 山形県書記官[6]、補 学務部長[7]
- 山形県図書館協会長[要出典]
- 1931年（昭和6年）11月9日 - 補 山形県警察部長[8]
- 1932年（昭和7年）
  - 3月5日 - 任 石川県書記官[9]、補 石川県警察部長[10]
  - 6月30日 - 任 静岡県書記官[11]、補 静岡県警察部長[12]
- 1935年（昭和10年）1月19日 - 任 広島県書記官[13]、補 広島県警察部長[14]
- 1936年（昭和11年）3月19日 - 任 内閣総理大臣秘書官兼内務書記官[15]
- 1937年（昭和12年）
  - 2月12日 - 任 大阪府書記官、補 大阪府総務部長[16]
  - 2月17日 - 大阪府市吏員懲戒審査会員拝命[17]
  - 6月16日 - 任 内閣紀元二千六百年祝典事務局長[18]
- 1943年（昭和18年）3月31日 - 任 陸軍司政長官[19]
- 1946年（昭和21年）7月6日 - 厚生大臣官房勤務を命ず[20]

## 栄典
位階
- 1922年（大正11年）4月20日 - 従七位[21]
- 1924年（大正13年）11月15日 - 正七位[22]
- 1926年（大正15年）9月1日 - 従六位[23]
- 1929年（昭和4年）6月1日 - 正六位[24]
- 1937年（昭和12年）4月15日 - 正五位[25]
- 1940年（昭和15年）7月1日 - 従四位[26]

勲章等
- 1934年（昭和9年）6月21日 - 勲六等瑞宝章[27]
- 1937年（昭和12年）7月5日 - 勲五等瑞宝章[28]
- 1938年（昭和13年）1月14日 - 勲四等瑞宝章[29]
- 1940年（昭和15年）
  - 8月15日 - 紀元二千六百年祝典記念章[30]
  - 8月16日 - 勲三等瑞宝章[31]
- 1941年（昭和16年）4月28日 - 旭日中綬章[32]
- 1944年（昭和19年）8月15日  - 勲二等瑞宝章[33]

外国勲章佩用允許
- 1943年（昭和18年）6月2日 - 満州帝国：建国神廟創建記念章[34]

## 親族
- 父：歌田千代太郎
- 子：歌田勝弘 - 実業家、元味の素社長[要出典]
- 孫：歌田明弘 - 評論家、大正大学特命教授。[要出典]